# SN 2009kd
SN 2009kd – supernowa odkryta 10 czerwca 2009 roku w galaktyce A122508+4659. W momencie odkrycia miała maksymalną jasność 22,00m.